# Villariños
Villariños es una localidad española perteneciente al municipio de Balboa, en la provincia de León, comunidad autónoma de Castilla y León. Se encuentra en la comarca de El Bierzo, a unos 3,5 km de Balboa. Se habla castellano y gallego.

## Comunicaciones
- Carretera : CV-125-5

- Datos: Q17632669